# Jean-Baptiste-Olivier-Placide de Méric de Montgazin
Jean-Baptiste-Olivier-Placide de Méric de Montgazin (5 octobre 1720, Toulouse - 16 janvier 1793, Heinsberg), est un ecclésiastique, député du clergé aux États généraux.

## Biographie
Il entra dans les ordres à Toulouse, se fit recevoir docteur de la faculté de théologie de Paris, et devint, à Boulogne-sur-Mer, chanoine, archidiacre du chapitre et vicaire général de l'évêque François-Joseph de Partz de Pressy.
Électeur dans l'ordre du clergé comme représentant les dames religieuses Annonciades, il fut choisi, le 17 mars 1789, pour un des rédacteurs des « représentations et doléances du clergé de la sénéchaussée du Boulonnais », et élu, le lendemain, par 59 voix, député aux États généraux. Il fut un des derniers à accepter la fusion des trois ordres, refusa de prêter serment à la constitution civile du clergé, et signa, le 29 juin 1791, la déclaration des 290 députés de la droite qui protestèrent contre les décrets suspendant l'autorité royale. 
Il émigra ensuite et mourut près de son évêque dans la province de Liège.

## Sources
- « Jean-Baptiste-Olivier-Placide de Méric de Montgazin », dans Adolphe Robert et Gaston Cougny, Dictionnaire des parlementaires français, Edgar Bourloton, 1889-1891 [détail de l’édition]